# 曼尼斯音乐学院
曼尼斯音乐学院，最初称为大卫·曼尼斯音乐学校，后来又称为曼尼斯音乐学校、曼尼斯音乐大学、查塔姆广场音乐学校或曼尼斯大学：新音乐学院，是一所位于纽约市的音乐学院，属于私立研究型大学。 在2015 年秋季，曼尼斯学院从曼哈顿上西区的原址搬迁至西 13 街 55 号阿恩霍尔德大厅 (Arnhold Hall) ，与新校区合并。 
曼尼斯的杰出校友包括 20 世纪歌曲创作传奇人物伯特·巴卡拉克 (Burt Bacharach)； 伟大的钢琴家理查德·古德（Richard Goode）、默里·佩拉希亚（Murray Perahia）和比尔·埃文斯（Bill Evans）； 著名指挥家谢苗·比契科夫（Semyon Bychkov）、郑明勋、乔安·法莱塔（JoAnn Falletta）和朱利叶斯·鲁德尔（Julius Rudel）； 音乐理论家和教育家卡尔·沙赫特（Carl Schachter）； 开创性的爵士融合吉他手拉里·科里尔 （Larry Coryell）； 深受喜爱的女中音弗雷德丽卡·冯·施塔德（Frederica von Stade）和当今的歌剧明星，如李龙勋、丹妮尔·德·尼斯（Danielle de Niese）和纳丁·塞拉（Nadine Sierra）；以及普利策奖获得者，艺术记者蒂姆·佩奇（Tim Page）。